# Kup europskih prvaka 1978./79. (košarka)
Ovo je 22. izdanje Kupa europskih prvaka u košarci i prvo koje je osvojio jugoslavenski klub. Sudjelovale su 22 momčadi koje su bile podijeljene u četiri skupine po četiri i dvije skupine po tri. Samo prvi iz svake skupine išao je u poluzavršnu skupinu. Najbolja dva kluba iz poluzavršne skupine igrala su završnicu. To su bili Emerson Varese i Bosna Sarajevo. Daljnji poredak: Maccabi Tel Aviv, Real Madrid, Joventut Barcelona, Olympiakos. Završnica je igrana u Grenobleu u Italiji 5. travnja 1979.

## Završnica
- Bosna Sarajevo -  Emerson Varese 96:63

- europski prvak:  Bosna Sarajevo (prvi naslov)
  - sastav ([1]): Boro Vučević, Ante Đogić, Predrag Benaček, Boško Bosiočić, Nihad Izić, Ratko Radovanović, Dragan Zrno, Žarko Varajić, Mirza Delibašić, Sabahudin Bilalović, Sabit Hadžić, Svetislav Pešić, Almir Dervišbegović, Sulejman Duraković, trener Bogdan Tanjević